# 246e régiment d'infanterie
Le 246e régiment d'infanterie (246e RI) est un régiment d'infanterie de l'Armée de terre française constitué en 1914 avec les bataillons de réserve du 46e régiment d'infanterie.
À la mobilisation, chaque régiment d'active crée un régiment de réserve dont le numéro est le sien plus 200.

## Création et différentes dénominations
- Août 1914 : 246e régiment d'infanterie

## Historique des garnisons, combats et batailles du246eRI

### Première Guerre mondiale

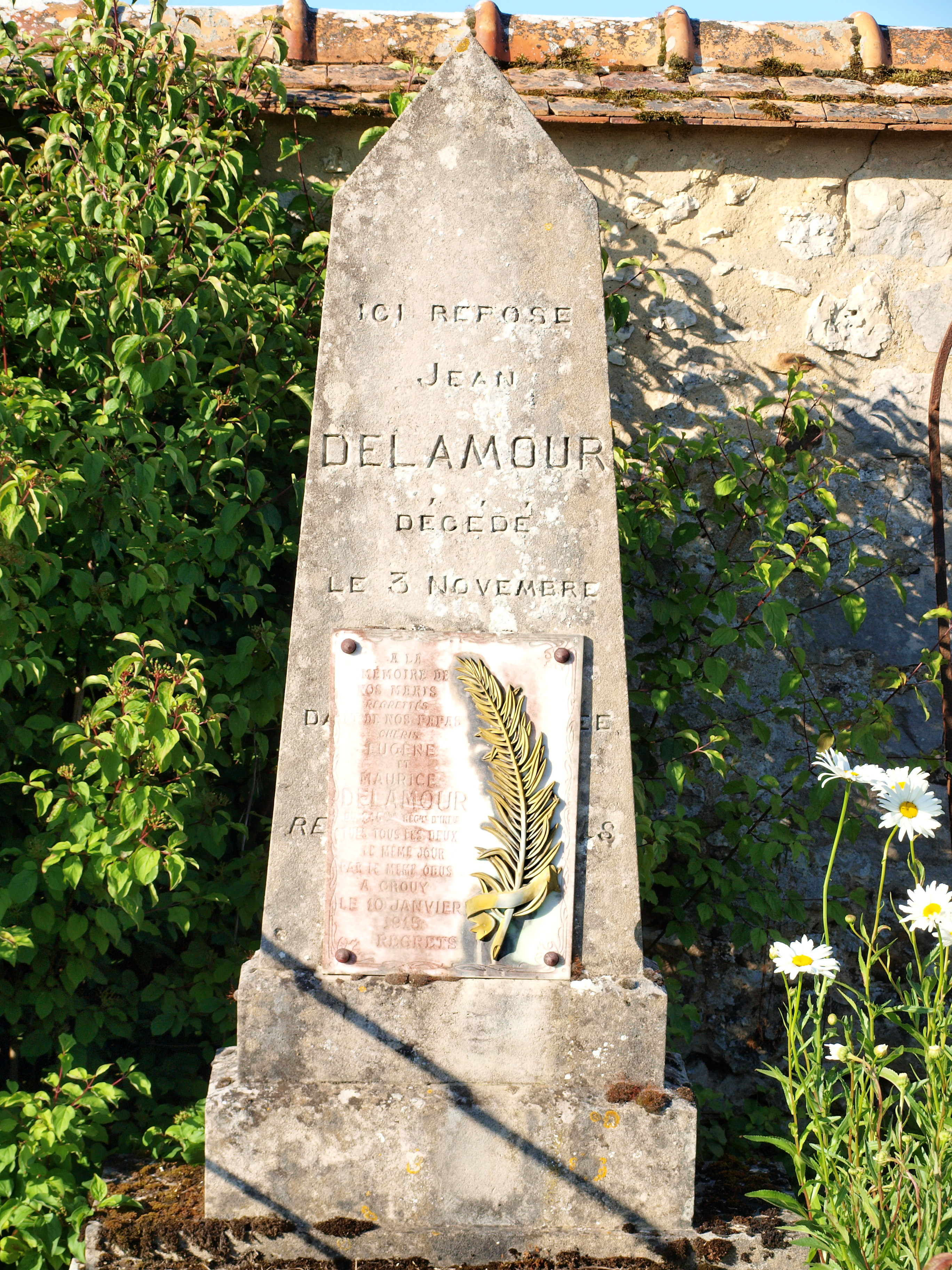
Sur cette pierre tombale, une plaque commémorative disant : A la mémoire de nos maris regrettés, de nos papas chéris, Eugène et Maurice DELAMOUR, du Régiment d'Infanterie, tués tous les deux le même jour par le même obus à Crouy, le 10 janvier 1915. Regrets.

Affectations :
- 55e Division d'Infanterie d'août 1914 à septembre 1918

#### 1918
- 27 mai 1918 : Seconde bataille de la Marne, bataille de l'Aisne

### Seconde Guerre mondiale

#### Drôle de guerre
Le 246e régiment d'infanterie est l'un des trois régiments d'infanterie de la 71e division d'infanterie. La 71e DI est d'abord affectée au renforcement du 136e régiment d'infanterie de forteresse qui occupe le sous-secteur de Mouzon (secteur fortifié de Montmédy), elle est alors l'une des deux divisions du Xe corps d'armée (2e armée) dont elle constitue l'aile droite. En avril 1940, la 71e DI est remplacée par la 3e division d'infanterie nord-africaine et se place alors en réserve de la 2e armée dans la région de Machault – Semide, derrière l'aile gauche de l'armée.

## Drapeau
Il porte, cousues en lettres d'or dans ses plis, les inscriptions suivantes :, :
- La Marne 1914
- Artois 1915

## Personnalités ayant servi au246eRI
- Georges Audibert (1885-1915), écrivain
- Jules-Gérard Jordens (1885-1916), poète, soldat brancardier au régiment tué le 26 avril 1916 au bois des Buttes. Son nom est inscrit au Panthéon parmi les 560 écrivains morts au combat pendant la Première Guerre mondiale.
- Paul Tuffrau a été affecté pendant la plus grande partie de la guerre au 246e régiment d'infanterie. Il lui dédicacera son ouvrage, paru en 1917 : Carnet d'un combattant (Payot).